# Strikture jednjaka
Benigna ezofagealna striktura je suženje jednjaka koje otežava gutanje.

## Uzroci
Obično je u vezi s gastroezofagealnim refluksom, upalom jednjaka (esophagitis), poremećajem rada donjeg sfinktera jednjaka, poremećajima peristaltike jednjaka i hijatus herniji. Može nastati i nakon kirurških intervencija na jednjaku. Tijekom cijeljenja može doći do formiranja ožiljaka.

## Dijagnoza
Može se dijagnosticirati pomoću ezofagografije s barijumovom kašom. Može se koristiti CT ili obični rendgenski snimak nakon uzimanja ovog kontrasta. Ezofagoskopija omogućava dijagnozu i uzimanje biopsije ako se sumnja na postojanje raka jednjaka.

## Incidencija/prevalencija
Gastroesofagealna refluksna bolest (GERB) se javlja kod otprilike 40% odraslih. Strikture nalazimo u 7 do 23% pacijenata s GERB-om koji se ne tretiraju.

## Simptomi
Simptomi uključuju žgaravicu, kiseli okus u ustima, kašalj, pacijent se zagrcne ili guši, kratak dah, štucanje, bolno gutanje, povraćanje crvene krvi i gubitak težine.

## Tretman
Ako je uzrok upala jednjaka onda se tretira antibioticima. Da bi se riješila striktura mogu se ubaciti bužije kojima se jednjak dilatira.Može se tretirati posebnim balonom koji se napuše tijekom endoskopskog pregleda jednjaka. Mogu se koristiti i lijekovi koji smanjuju kiselost želučanog soka kao što su H2 blokatori (ranitidin) i blokatori protonske pumpe (omeprazol).   

## Prevencija
Da bi se izbjegao nastanak striktura treba jesti krutu hranu koja prirodno rasteže jednjak. Međutim, i pored ovoga mogu nastati strikture.

## Vanjske poveznice
- MedlinePlus Medical Encyclopedia: Esophageal Stricture
- eMedicine page
- eCureMe page